# Nicolas André Marie Froidure
Pour les articles homonymes, voir Froidure.
 (février 2017).
Si vous disposez d'ouvrages ou d'articles de référence ou si vous connaissez des sites web de qualité traitant du thème abordé ici, merci de compléter l'article en donnant les références utiles à sa vérifiabilité et en les liant à la section « Notes et références ».
Nicolas André Marie Froidure (né en 1765 et mort guillotiné le 17 juin 1794) est une personnalité de la Révolution française.

## Biographie
Nicolas André Marie Froidure, jeune célibataire, était venu de Tours peu de temps avant la Révolution. Le 13 juillet 1789, ce clerc de procureur de vingt-quatre ans aida à créer une milice municipale à la tête de laquelle il fondit bientôt sur les Invalides pour s’y emparer de fusils. Il prit un emploi à l’administration des Domaines, secteur en pleine mutation depuis la confiscation des biens du clergé.